# جايمي جيلسون
جايمي جيلسون (بالإنجليزية: Jamie Gilson)‏ هي كاتِبة وكاتبة للأطفال أمريكية، ولدت في 4 يوليو 1933 في بيردستاون في الولايات المتحدة.